# スター・トレック イントゥ・ダークネス
- スタートレック
  - スタートレックの映画作品 > スター・トレック イントゥ・ダークネス
  - ケルヴィン・タイムライン > スター・トレック イントゥ・ダークネス

『スター・トレック イントゥ・ダークネス』（英: Star Trek Into Darkness）は、2013年のアメリカのSF映画で、『スタートレック』の劇場版第12作である。『スター・トレック』（2009年）の続編で、「ケルヴィン・タイムライン」を舞台にした2作目でもある。
J・J・エイブラムスが監督、アレックス・カーツマン、デイモン・リンデロフ、ロベルト・オーチーが脚本、エイブラムス、カーツマン、リンデロフ、オーチー、ブライアン・バークが製作を務めた。クリス・パイン、ザカリー・クイント、カール・アーバン、ゾーイ・サルダナ、アントン・イェルチン、サイモン・ペッグ、ジョン・チョーらが出演する。
アメリカではIMAX劇場で2013年5月15日、一般劇場で同16日に公開された。日本では、2013年8月16日 - 18日に先行公開の後、2013年8月23日より全国で公開された。シリーズ初のドルビーアトモス作品である。

## あらすじ
西暦2259年（前作の1年後）、ジェームズ・T・カーク率いるU.S.S.エンタープライズは、未開の惑星ニビルの原住民を火山の爆発による危機から救うが、噴火口に取り残されたスポックを救助する際に宇宙船を現地人に目撃されてしまう。探査という本来の目的から逸脱した上、最優先の指令である「艦隊の誓い」に違反したカークは船長の任を解かれてしまうものの、クリストファー・パイクの温情により副官に指名される。
同じ頃、ロンドンではセクション31所属のジョン・ハリソン中佐によるテロが発生し、多数の艦隊職員が犠牲となっていた。最高司令官アレクサンダー・マーカスは地球付近にいる主だった士官たちをサンフランシスコの艦隊本部に召集するが、そこもハリソンに襲われ、パイクが犠牲となる。クリンゴン帝国の本星クロノスに逃げ込んだハリソンを、マーカス提督の命令によって再びカークの指揮下に置かれることになったエンタープライズが追う。マーカス提督は、セクション31が開発した新型光子魚雷をエンタープライズに搭載させるが、その是非をめぐってカークとモンゴメリー・スコット機関主任（スコッティ）が言い争う。結局、出発直前にスコッティが下船してしまい、パヴェル・チェコフが代理を任されることになる。また、乗員名簿に載っていなかった女性科学士官の乗船を、カークがスポックの反対を押し切って許可するが、後に彼女はマーカス提督の娘キャロル・マーカスだと判明する。
カークはマーカス提督からハリソンを殺すように命じられていたが、スポック、レナード・マッコイ、ウフーラの説得により、殺さず逮捕を決心。クロノスでは、ヒカル・スールーにエンタープライズの指揮を一時的に任せ、カークとスポックが、クリンゴン語を話せるウフーラを連れて地上に降り、クリンゴン人パトロール隊との交渉を試みる。だが、その最中にハリソンが銃を乱射しながら現れ、ほぼ1人でパトロール隊を全滅させる。超人的な強さを発揮するハリソンだが、エンタープライズが72個の魚雷を搭載していると聞くと、あっさり降参する。そして、エンタープライズに捕われたハリソンは自分の正体を明かす。
ハリソンの本名はカーンといい、その正体は300年前に遺伝子操作を受けて誕生した優生人類であった。彼によりカークは光子魚雷の中にカーンの72名の部下らが冷凍睡眠の状態で格納されている事実も聞かされる。そこへマーカス提督がドレッドノート級の新型戦闘艦U.S.S.ヴェンジェンスに乗ってカーク達の前に現れる。マーカス提督はカーンを引き渡すように命令するが、カークは拒否して地球へとワープで発進する。しかし、ワープ中に追いついたヴェンジェンスに攻撃され、エンタープライズは月まで2万キロの位置でワープから離脱してしまう。提督はカークの説得に応じずエンタープライズを撃墜しようとするが、ヴェンジェンスに潜入していたスコッティの妨害工作によりパワーが切れてしまう。その隙にカークとカーンはヴェンジェンスに直接飛び移り、合流したスコッティらと共にブリッジの制圧に成功する。しかし、カーンはカークの隙を突いてマーカス提督を殺害し、さらにカークらを人質にして部下らが乗った光子魚雷を引き渡すようスポックを脅迫する。事前にスポック大使(スポック・プライム)からカーンの非道さを忠告されていたスポックは、冷凍睡眠にされたカーンの部下全員を取り出し、代わりに簡単なスキャンでは分からないよう偽の生命反応を返す疑似体を入れたうえで、時限爆弾がしかけられた光子魚雷を引き渡す。
カーンはカークらをエンタープライズに転送すると攻撃を開始したが、直後にヴェンジェンスの機内で光子魚雷が起爆し、両機は地球へと墜落を開始する。
エンタープライズのクルーは必死に機能を回復させようとするが、メインコアの連結がずれたためにパワーを得られなくなってしまう。エンタープライズに戻ったカークは、放射線で汚染された区域にあるメインコアへひとりで向かい、正しく連結させることに成功する。墜落寸前でパワーを取り戻したエンタープライズは再び衛星軌道へと戻ることが出来たが、大量の放射線を浴びたカークは、スポックらの見守る中、絶命する。
一方、宇宙艦隊本部付近へ墜落したヴェンジェンスからカーンが脱出し、サンフランシスコの市街へと逃亡する。友を失い怒りに震えるスポックは、カーンが生きていることを確認し、追跡する。
その頃、友の死を悼むマッコイ医師の隣で、死んでいたトリブルがカーンの血液によって生き返った。これを見たマッコイは、カーンを生きた状態で捕らえるべきであることをスールーとウフーラに忠告する。怒りに我を忘れたスポックは危うくカーンを撲殺しかけるが、駆けつけたウフーラの説得でカーンを生かしたまま逮捕する。
死の淵から蘇生したカークは、スポックらが自分を救ってくれたこと、カーンは再び冷凍睡眠にされたことを知る。そして修理が完了したエンタープライズで、スポックらと共に5年間の探査飛行任務を受けて宇宙へとワープを開始した。

## キャスト
| 役名                                 | 俳優                         | 日本語吹替 |
| ------------------------------------ | ---------------------------- | ---------- |
| ジェームズ・T・カーク                | クリス・パイン               | 阪口周平   |
| スポック                             | ザカリー・クイント           | 喜山茂雄   |
| ジョン・ハリソン / カーン            | ベネディクト・カンバーバッチ | 三上哲     |
| レナード・マッコイ（ボーンズ）       | カール・アーバン             | 宮内敦士   |
| ウフーラ                             | ゾーイ・サルダナ             | 栗山千明   |
| モンゴメリー・スコット（スコッティ） | サイモン・ペッグ             | 根本泰彦   |
| ヒカル・スールー                     | ジョン・チョー               | 浪川大輔   |
| パヴェル・チェコフ                   | アントン・イェルチン         | 粟野志門   |
| クリストファー・パイク               | ブルース・グリーンウッド     | 田中正彦   |
| アレクサンダー・マーカス             | ピーター・ウェラー           | 仲野裕     |
| キャロル・マーカス                   | アリス・イヴ                 | 行成とあ   |
| トーマス・ヘアウッド                 | ノエル・クラーク             |            |
| リマ・ヘアウッド                     | ナズニーン・コントラクター   |            |
| ジョージ・カーク                     | クリス・ヘムズワース         |            |
| ウィノナ・カーク                     | ジェニファー・モリソン       |            |
| キーンサー                           | ディープ・ロイ               |            |
| スポック・プライム                   | レナード・ニモイ             | 菅生隆之   |

- 日本語吹き替え版

その他声の出演：石住昭彦／丸山壮史／後藤ヒロキ／宗川めぐみ／岡田恵／里郁美／白石充／杉村憲司／武田幸史／衣鳩志野／小林美奈／後藤光祐／御沓優子／福田賢二／松本忍／山岸治雄／関雄／佐藤せつじ／小柳良寛／河合みのる／志田有彩／慶長佑香／品田美穂
演出：三好慶一郎、翻訳：小寺陽子、録音・調整：中倉泉、制作進行：筋野茂樹／飯塚義豪／田村幸生（東北新社）、制作：東北新社、プロデューサー：岩川勝至

## 製作

### 企画
2008年6月、パラマウント映画が2009年の『スター・トレック』の続編のためにJ・J・エイブラムス、ブライアン・バーク、デイモン・リンデロフ、アレックス・カーツマン、ロベルト・オーチーなどの主要スタッフとの契約に興味を持っていると報じられた。2009年3月、オーチとカーツマンとリンデロフの脚本を使って映画を製作するために前述の5人のプロデューサーと契約したと報じられた。2011年公開を目指し、脚本完成は2009年のクリスマス頃になると噂された。脚本のアレックス・カーツマンとロベルト・オーチーは、元々2本の映画にしようと、2009年6月に執筆を開始した。2009年の映画でオリジナルの老スポックを演じたレナード・ニモイは、今作では姿を現さないと述べた。またエイブラムスは続編にウィリアム・シャトナーらを考慮していると報じられている。
2010年時点で公開日は2012年6月29日に設定され、デイモン・リンデロフがカーツマンとオーチーと共に脚本作業を始めたと発表された。プリプロダクションは2011年1月で、プロデューサーのブライアン・バークは同年春か夏ごろに撮影開始すると述べた。しかし俳優のザカリー・クイントは後にこれらの報道が誤りであると述べた。脚本のリンデロフは続編を『ダークナイト』と比較した。エイブラムス、カーツマン、オーチらは悪役を選ぶのは難しいと述べ、エイブラムスは「ロッデンベリーが創造した宇宙は、ある特定のものが目立つのは難しいくらいに広大である」という理由を語った。また彼らはインタビューでカーン・ノニエン・シンとクリンゴン人になる可能性について論じた。10月、カーンは登場しないと報じられた。カーツマンとリンデレフは、「ストーリーが壊れて」おり、むしろ続編というより単独の映画として機能するだろうと述べた。しかしながら12月、エイブラムスはまだ脚本が出来ていないことを認めた。
2011年1月、エイブラムスはまだ脚本を見たことが無く、自分が監督するかどうかはまだ決まっていないと語った。パラマウント映画はエイブラムスに接近し、続編を3Dにするよう要請した。J・J・エイブラムスは、本作は3Dで撮るのではなく、2Dで撮ったものをポストプロダクション時に3Dに変換し、またIMAXフォーマットでの撮影の可能性があると述べた。2月、オーチーは3月までに脚本を提出するとTwitterで述べた。脚本が完成していなかったものの、パラマウントはプリプロダクション時に融資を開始した。クリス・パインは次のジャック・ライアン映画が同様の状況に陥っていることが、先に『スター・トレック』の続編を撮影することを意味していた。4月、オーチーはワンダーコンにて映画の脚本の第1稿が完成したことを明らかにした。エイブラムスはMTVにて『SUPER8/スーパーエイト』の作業が終わり次第、本作へ関心を移すと語った。脚本が完成したものの、エイブラムス就任問題により当初の2012年6月から6か月遅れるだろうと予想された。6月、エイブラムスは次回作が本作になることを明かした。スコッティを演じたサイモン・ペッグは撮影が秋に始まるだろうとインタビューで述べた。エイブラムスは元々の映画の公開日よりもストーリーとキャラクターを優先させると述べた。9月、正式に前作のキャストが続投し、2012年冬から2013年夏のあいだの公開を目指し、エイブラムスも監督契約をした。10月、オーチーはロケ地探しが進行中で、コミックシリーズが映画を「予示」するだろうと語った。公開日は2013年に延期された。音楽は前作に引き続きマイケル・ジアッキーノが作曲する。
他に、俳優のベニチオ・デル・トロが悪役を演じるためエイブラムスと議論をしたが、後に辞退した。新たな出演者としてアリス・イヴ、ピーター・ウェラーが契約を交わした。ノエル・クラークは「妻と娘がいる家庭的な男性」という役割で出演する。他に、デミアン・ビチルがオーディションを受けたことが報じられた。2012年1月4日、イギリス出身のベネディクト・カンバーバッチが悪役を演じることが報じられた。

### 撮影・題名・音楽
2013年5月17日公開の予定で、2012年1月12日より主要撮影が開始された。3Dでも公開される予定とされた。2012年2月24日、ベネディクト・カンバーバッチのキャラクターとスポックの格闘シーンの写真が公開された。2012年5月に撮影は完了した。
J・J・エイブラムスは今作のタイトルはオリジナルシリーズのようにナンバリングではなく、『新スタートレック』シリーズのように副題を有すると述べている。これにより実質的な元ネタである『スタートレックII カーンの逆襲』と混同したり、前作題『スター・トレック』から『スター・トレック12』に飛ぶことが避けられる。2012年9月7日、タイトルは『Star Trek Into Darkness』であると報じられた、 また、サイモン・ペッグはTwitterでこれを掲載した。エイブラムスもまたトーク番組『Conan』でこれを認めた。
2013年4月24日、イギリスの歌手のボー・ブルースとスノウ・パトロールのギャリー・ライトボディが楽曲「The Rage That's In Us All」をサウンドトラックに提供することが発表された。オーストラリアのソングライター・プロデューサーのロバート・コンリーは、トラックの1つである「The Dark Collide」をペネロペ・オースティンと共に書いている。2013年6月12日、劇中に登場する“西暦2259年のクラブ”で使用する楽曲を収録したサウンドトラック「Into Darkness」（世界6ヶ国（フランス
・メキシコ・ブラジル・オーストラリア・日本）のアーティストが共同プロデュース。それぞれの国で異なるコラボ楽曲が上映時に使用される予定）の日本版制作に中田ヤスタカが参加していることを明らかにした。楽曲のゲストボーカルにきゃりーぱみゅぱみゅも参加している。

## プロモーション
2012年12月6日、ティーザー予告編が公開された。翌7日公開の日本版予告編には12秒の追加映像が含まれており、最後に『スタートレックII カーンの逆襲』へのオマージュも見られる。2013年3月21日、日本ではマスコミ向けに30分のフッテージ上映会を実施した。2013年7月16日、17日はジョン・ハリソンを演じたベネディクト・カンバーバッチが来日。ニコファーレでの来日記者会見や、TOHOシネマズ六本木ヒルズでスペシャル・プレビューを実施した。

## 公開
2012年12月14日、3D版の最初の9分がIMAX劇場限定で封切られた。北アメリカでは288館、世界全体では約500館で上映されている。

## 評価
Rotten Tomatoesでの批評家支持率は2013年5月10日時点で53件のレビュー中、89%となっている。

## Blu-ray/DVD
パラマウント ジャパンよりBlu-ray DiscとDVDが発売。2016年以降NBCユニバーサルが販売。
- Blu-ray
  - スター・トレック イントゥ・ダークネス ブルーレイ＋DVDセット　品番：PPCB-130630　発売日：2014年1月8日
  - スター・トレック イントゥ・ダークネス 3D&2Dブルーレイセット　品番：PPCM-1006　発売日：2014年1月08日
  - スター・トレック イントゥ・ダークネス U.S.S. VengeanceブルーレイBOX コミックブック付　品番：PPWB-134589　発売日：2014年1月08日
  - スター・トレック イントゥ・ダークネス　品番：PBH-134589　発売日：2014年6月25日
  - スター・トレック イントゥ・ダークネス スチールケース仕様　品番：PBXC-134589　発売日：2015年6月10日
  - スター・トレック イントゥ・ダークネス[4K ULTRA HD + Blu-rayセット]　　品番：PJXF-1059　発売日：2016年9月28日
  - スター・トレック イントゥ・ダークネス　品番：PJXF-1253　発売日：2019年4月24日
  - スター・トレック ベストバリューBlu-rayセット　品番：PJXF-1141　発売日：2018年6月6日
  - スター・トレック 3 ムービー・コレクション [4K ULTRA HD + 3D Blu-ray + Blu-rayセット]　品番：PJXF-1164　発売日：2018年6月6日（スター・トレックの、3D Blu-rayは無し）
- DVD
  - スター・トレック イントゥ・ダークネス　　品番：PHNE-119914　発売日：2014年6月25日
  - スター・トレック ベストバリューDVDセット　品番：PJBF-1258　発売日：2018年6月6日